# Okres Sochaczew
Okres Sochaczew (polsky Powiat sochaczewski) je okres v polském Mazovském vojvodství. Rozlohu má 734,8 km² a v roce 2020 zde žilo 84 804 obyvatel. Sídlem správy okresu je město Sochaczew.

## Gminy
Městská:
- Sochaczew

Vesnické:
- Brochów
- Iłów
- Młodzieszyn
- Nowa Sucha
- Rybno
- Sochaczew
- Teresin

## Město
- Sochaczew

## Demografie
Počet obyvatel (informace z 30. června 2005):
|         | Celkem | Celkem | Ženy   | Ženy  | Muži   | Muži  |
|         | Osob   | %      | Osob   | %     | Osob   | %     |
| ------- | ------ | ------ | ------ | ----- | ------ | ----- |
| Celkem  | 83 467 | 100    | 42 864 | 51,35 | 40 603 | 48,65 |
| Město   | 38 126 | 100    | 19 998 | 23,96 | 18 128 | 21,72 |
| Vesnice | 45 341 | 100    | 22 866 | 27,40 | 22 475 | 26,93 |